# Grote woestijnspitsmuis
De grote woestijnspitsmuis (Megasorex gigas)  is een zoogdier uit de familie van de spitsmuizen (Soricidae). De wetenschappelijke naam van de soort werd voor het eerst geldig gepubliceerd door Clinton Hart Merriam in 1897.

## Kenmerken
Dit dier is de enige vertegenwoordiger van het geslacht. Deze grote spitsmuis heeft een gedrongen lijf en korte staart. De vacht is bruin tot bruingrijs en wordt naar de buik toe lichter.

## Leefwijze
Dit solitaire dier heeft een puntige snuit, waarmee het in het bladstrooisel scharrelt naar wormen, duizendpoten, spinnen en ander klein gedierte. Anders dan zijn naam doet vermoeden bewoont het dier vochtige graslanden en bossen, van het laagland tot 1700 meter hoogte.

## Verspreiding
Deze soort komt voor in zuidwestelijke deel van Mexico.